# Stoke (Kent)
Stoke is een civil parish in het bestuurlijke gebied Medway, in het Engelse graafschap Kent met 1060 inwoners.